# Катастрофа SE-210 под Титоградом
Катастрофа SE-210 под Титоградом — авиационная катастрофа, произошедшая 11 сентября 1973 года. Авиалайнер Sud Aviation SE-210 Caravelle VI-N авиакомпании Air Serbia выполнял внутренний рейс JU769 по маршруту Скопье—Подгорица, но при заходе на посадку в пункте назначения врезался в склон горы Маганик. Погибли все находившиеся на его борту 41 человек — 35 пассажиров и 6 членов экипажа.
Катастрофа рейса 769 стала на тот момент крупнейшей авиакатастрофой в истории Югославии, пока через 3 года её не превзошло столкновение Trident 3B и DC-9 над Загребом (177 погибших); после распада Югославии стала крупнейшей авиакатастрофой в истории Черногории.

## Самолёт
Sud Aviation SE-210 Caravelle VI-N (регистрационный номер YU-AHD, серийный 151) был выпущен (предположительно) в мае 1963 года. 31 мая того же года был передан авиакомпании JAT. Оснащён двумя турбореактивными двигателями Rolls-Royce Avon 531.

## Экипаж
Состав экипажа рейса JU769 был таким:
- Командир воздушного судна (КВС) — Живоин Маглич (сербохорв. Živojin Maglić).
- Второй пилот — Никола Войводич (сербохорв. Nikola Vojvodić).
- Бортинженер — Карел Бизяк (хорв. Karel Bizjak).
- Бортпроводники:
  - Ясмина Наранджич (сербохорв. Jasmina Narandžić) — старший бортпроводник,
  - Биляна Марьянович (серб. Biljana Marjanović),
  - Жарко Бошкович (сербохорв. Žarko Bošković).

## Катастрофа
Рейс внутреннего рейса JU 769 из Скопье в Титоград подходил к концу. Якобы пилотам было приказано начать снижение, хотя самолет не был виден на радарах (которые в то время якобы плохо работали), а сотрудники диспетчерского пункта не могли установить визуальный контакт с самолетом. На момент полета на диспетчерской вышке в Титограде не было квалифицированного персонала. Полету было предложено снизиться до эшелона полета 6000 футов (1800 м) или высоты, которую он сочтёт подходящей. Самолет врезался в пик Медведи врх (2140 м, 7021 фут) на горе Маганик недалеко от Колашина. Все 41 человек на борту погибли в результате аварии.